# Primula handeliana
Primula handeliana là một loài thực vật có hoa trong họ Anh thảo. Loài này được W.W. Sm. & Forrest miêu tả khoa học đầu tiên năm 1928.